# Fraymakers
Fraymakers es un videojuego de lucha en plataformas desarrollado por McLeodGaming. Se lanzó en acceso anticipado en Linux, macOS y Windows a través de Steam el 18 de enero de 2023. Además, está previsto que el juego se lance el Nintendo Switch una vez que se complete el período de acceso anticipado. La lista de personajes del juego está compuesta por personajes crossover de otros juegos independientes, incluidos Octodad (2010), Downwell (2015), Rivals of Aether (2017), Slay the Spire (2019), Slap City (2020), y la serie Bit.Trip (2009-2018).

## Jugabilidad
Fraymakers es un juego de lucha de plataformas. Su lista de personajes jugables está compuesta por personajes cruzados de otros juegos independientes, incluidos Octodad (2010), Downwell' ' (2015), Rivals of Aether (2017), Slay the Spire (2019), Slap City (2020) y la serie Bit.Trip. Aparecen varias etapas basadas en los universos ficticios a los que pertenecen los personajes jugables. 
Personaje no jugador (NPC) "ayuda": 25 personajes cruzados adicionales de juegos como Machinarium (2009), CrossCode (2018) y Ape Out (2019)—aparecen durante el juego para ayudar al jugador. Un editor de contenido externo, "FrayTools", permite a los usuarios desarrollar contenido personalizado para el juego.

## Desarrollo
Fraymakers está siendo desarrollado por McLeodGaming—los desarrolladores de Super Smash Flash 2—y Team Fray.

## Marketing y lanzamiento
Inicialmente se planeó lanzar una versión de acceso temprano de Fraymakers en 2022 y se financió a través de una campaña en la plataforma crowdfunding Kickstarter a finales de 2020. La campaña de Kickstarter recaudó más de US$322,000. El 18 de enero de 2023, se lanzó la versión de acceso anticipado en Linux, macOS y Windows PC a través de la tienda en línea Steam. Está previsto que Fraymakers permanezca en acceso anticipado durante aproximadamente dos años antes de su lanzamiento completo. La versión de acceso anticipado presenta cuatro personajes, cinco etapas y 20 asistencias. Después del lanzamiento, se planea lanzar un personaje adicional como contenido descargable (DLC).